# Pampas (rugby à XV)
Pour les articles homonymes, voir Pampa (homonymie).
Actualités
Les Pampas sont une franchise fédérale argentine de rugby à XV basée à Buenos Aires. L'équipe dispute le Súper Rugby Américas.
L'effectif est composé uniquement de joueurs argentins.
L'équipe a participé à la Vodacom Cup de 2010 à 2013.

## Histoire
Cette sélection a reçu le nom de Pampas XV avec l'intégration d'une équipe argentine à la Vodacom Cup. Composée presque entièrement par les membres du Plan de Haute Performance mis en place par l'UAR, les Pampas XV ont débuté dans le tournoi en 2010 et participé jusqu'en 2013 avec Daniel Hourcade comme entraîneur en chef. À partir de 2014, l'équipe argentine participera à la Pacific Rugby Cup, sous les ordres de l'entraîneur Martín Gaitán.
Alors que la Súperliga Americana de Rugby, compétition sud-américaine, est remaniée et s'ouvre au reste du continent américain pour l'édition 2023, les Pampas XV font partie des équipes incluses dans cette nouvelle formule,, sous la direction de Ignacio Fernández Lobbe. Les Pampas vont jusqu'en demi-finale et s'inclinent face à leurs compatriotes des Dogos.
En novembre 2023, Juan Manuel Leguizamon est nommé entraineur. Pas moins de quatorze joueurs arrivent, dont Santiago Montagner (Mont-de-Marsan) et Ignacio Inchauspe (Yacare). Les Pampas terminent premiers de la phase régulière puis se qualifient pour leur première finale dans cette compétition. Ils sont encore battus par les Dogos. À l'issue de cette saison, sa première avec les Pampas, Joaquin Moro est sélectionné pour les tests de juillet.

## Identité visuelle

### Logo

Évolution du logo
Ancien logo.
Logo instauré en 2023.

## Palmarès
- Vodacom Cup :
  - Vainqueur : 2011
- Pacific Rugby Cup :
  - Vainqueur : 2014 et 2015
- Súper Rugby Américas :
  - Finaliste : 2024

## Parcours
| Saison | Classement | Compétition          | Pts | MJ | V  | N | D | PM  | PE  | Diff | B  | Phase finale                         |
| ------ | ---------- | -------------------- | --- | -- | -- | - | - | --- | --- | ---- | -- | ------------------------------------ |
| 2023   | 3e         | Súper Rugby Américas | 37  | 12 | 8  | 0 | 4 | 331 | 229 | +102 | 4  | Demi-finale (16-27 contre les Dogos) |
| 2024   | 1er        | Súper Rugby Américas | 55  | 12 | 11 | 0 | 1 | 524 | 230 | +294 | 11 | Finale (23-37 contre les Dogos)      |
| 2025   | 1er        | Súper Rugby Américas | 41  | 12 | 8  | 1 | 3 | 380 | 230 | +150 | 7  | Demi-finale (21-27 contre les Dogos) |